# Кознов, Александр Вячеславович
Александр Вячеславович Кознов (28 июня 1963 года, Уфа — 20 декабря 2009 года, Москва) — советский и российский актёр театра и кино.

## Биография
В 1987 году окончил Театральное училище им. Б. Щукина. В 1989 году пришёл в Театр им. Рубена Симонова. В 1990 году был приглашён играть в Театр имени Вахтангова. В кино прославился ролями благородных рыцарей в историко-приключенческих картинах режиссёра Сергея Тарасова «Приключения Квентина Дорварда, стрелка королевской гвардии» и «Рыцарский замок».
С 1990-х по 2000-е годы озвучивал рекламные ролики.
С ноября 2002 по июнь 2003 года был официальным голосом программы Владимира Соловьёва «Поединок» на телеканале ТВС, а также спонсорских заставок-мультфильмов к 300-летию Санкт-Петербурга на том же канале.
Ушёл из жизни после продолжительной болезни. Похоронен на Бутовском кладбище.

## Семья
- Жена — Елена Дробышева, актриса театра и кино
- Сын — Филипп

## Театральные работы
- Аристарх Доминикович Гранд-Скубик — «Самоубийца», реж. Евгений Симонов
- Помещик Смирнов — «Медведь», реж. Евгений Симонов
- Измаил — «Принцесса Турандот»
- Клодий — «Мартовские иды», реж. А. Кац
- Сержант — «Чудо святого Антония», реж. Пётр Фоменко
- Эндрю Ледд — «Любовные письма», реж. Светлана Джимбинова
- Павзикл — фиванский военачальник — «Амфитрион», реж. Владимир Мирзоев
- Герцог Корнуэльский — «Лир», реж. Владимир Мирзоев
- Нарумов, Герцог Орлеанский, Англичанин — «Пиковая дама», реж. Пётр Фоменко
- Граф де Гиш — «Сирано де Бержерак», реж. Владимир Мирзоев
- Ахмед — «Али Баба и сорок разбойников», реж. А. Горбань, Вячеслав Шалевич
- Начальник службы безопасности — «Фредерик, или Бульвар преступлений», реж. Н. Пинигин
- Маркиз Рикардо — «Собака на сене», реж. Юрий Шлыков
- Князь Голицын — «Царская охота», реж. В. Иванов

## Фильмография
| Год  |   | Название                                                   | Роль                                  |
| ---- | - | ---------------------------------------------------------- | ------------------------------------- |
| 1987 | ф | Выбор                                                      | Илья Рамзин в молодости               |
| 1988 | ф | Годовщина                                                  | Он                                    |
| 1988 | ф | Приключения Квентина Дорварда, стрелка королевской гвардии | Квентин Дорвард, шотландский дворянин |
| 1990 | ф | Рыцарский замок                                            | Всеслав, сотник новгородского князя   |
| 1991 | ф | Седая легенда                                              | Конрад фон Цхакен                     |
| 1992 | ф | Кооператив «Политбюро», или Будет долгим прощание          | Игорь, рэкетир                        |
| 1992 | ф | Цена сокровищ                                              | Павел                                 |
| 1994 | ф | Никто не хотел уезжать                                     | Андрей                                |
| 2002 | ф | Линия защиты                                               | Вячеслав Некрасов                     |
| 2003 | ф | Адвокат                                                    | Мошканцев Илья Николаевич             |
| 2006 | ф | Обратный отсчёт                                            | Андрей, генерал-майор ФСБ             |
| 2006 | ф | Под Большой медведицей                                     | эпизод                                |
| 2007 | ф | Закон и порядок: Отдел оперативных расследований           | Семагин                               |